# Енигматски савез Србије
Енигматски савез Србије (ЕСС) је удружење српских енигмата. Основано је 21. септембра 1985. године у Ваљеву на 17. Сусретима загонетача Југославије. Оснивачи овог Савеза били су: Енигматски клуб „Београд“, Енигматско друштво „Загонетка“ из Београда, Ваљевски енигматски клуб „Бранковина“, Енигматски клуб „Гњилане“, Енигматски клуб „Бор“ и Енигматска секција РКУД „Вискоза“ из Лознице. Основни документи који су усвојени на Оснивачкој скупштини били су: Самоуправни споразум о удруживању у Енигматски савез Србије и Статут Енигматског савеза Србије. Статут је више пута касније мењан и прилагођаван насталим ситуацијама и потребама. Задњим изменама омогућено је да чланови Савеза могу бити и енигмати – појединци, као и енигматски издавачи и редакције.
Енигматски савез Србије је друштвена организација основана у циљу ширења и популаризације енигматике, као и подстицања, развијања и координације рада енигматских удружења, друштава, клубова и секција на подручју Србије. Прво седиште Савеза било је у Ваљеву, да би од 20. фебруара 1988. године оно било премештено у Београд. 
Етички кодекс ЕСС усвојен је 1. фебруара 2006. године. На годишњој скупштини ЕСС у Вршцу, 11. октобра 2009. године усвојено је да Дан енигмата Србије буде 21. фебруар. На тај дан 1820. године, на црквени празник Загонетну суботу је Димитрије Давидовић у Бечу објавио алманах „Забавник“ са 22 класичне загонетке непознатог српског аутора. 

## Активности ЕСС

### Оснивање нових клубова
Једна од главних активности ЕСС од оснивања је пружање помоћи при оснивању нових енигматских клубова. У протеклом периоду, уз помоћ Савеза оформљени су: Удружење енигмата „Вук Караџић“, Београд; Енигматски клуб „Пирамида“, Нови Сад; Енигматско друштво „Др Ђорђе Натошевић“, Сомбор; Енигматски клуб „Србија“, Аранђеловац; Енигматски клуб „Браничево“, Пожаревац; Енигматски клуб „Крушевац“; Енигматски клуб „Линија“, Ваљево; Енигматски клуб „Нова загонетка“, Београд и Енигматски клуб „Ниш“. 

### Годишњи сусрети енигмата Србије
Од 1988. године Енигматски савез Србије организује годишње сусрете увек у другом месту, са богатим садржајима као што су такмичења у састављању и решавању загонетака, трибине са актуелним темама из енигматике и шире, обилажење историјских и културних знаменитости, пригодне изложбе итд. Прекид је био 1999. 2000. и 2020 године. На Сусретима се увек одржи и Годишња конференција ЕСС по питањима организације, планова, анализе рада итд. До сада су одржана 22. сусрета и то:
- 1. Београд, 12. децембар 1998. године – Ресторан „Господарска механа“;
- 2. Београд, 27. октобар 2001. године – Ресторан „Парк“;
- 3. Нови Београд, 26. октобар 2002. године – Центар Месне заједнице Блока 29;
- 4. Панчево, 13 – 14. новембар 2004. године – Хотел „Тамиш“;
- 5. Нишка Бања, 1 – 2. октобар 2005. године – Хотелски комплекс „Озрен“;
- 6. Бајина Башта, 15 - 17. септембар 2006. године - Хотел „Дрина“;
- 7. Лозница, 28 - 30. септембар 2007. године - Објект у AD „Drinum Travel“;
- 8. Сомбор, 22 - 24. август 2008. године - Ученички дом;
- 9. Вршац, 9 - 11. октобар 2009. године - хотел „Србија“.
- 10. Крагујевац, 27 - 29. август 2010. године - Студентски дом „Слобода";
- 11. Пожаревац, 23 - 25. септембар 2011. године - Хотел „Дунав";
- 12. Кикинда, 24 - 26. август 2012. године - Дом ученика "Никола Војводић";
- 13. Врање, 30. август - 1. септембар 2013. године - Дом ученика;
- 14. Бор, 29 - 31. август 2014. године - Хотел "Језеро";
- 15. Ваљево, 2 - 4. октобар 2015. године - Хотел "Нарцис";
- 16. Чачак, 19 - 21. август 2016. године - Дом студената;
- 17. Суботица, 18 - 20. август 2017. године - Дом студената "Иво Лола Рибар";
- 18. Сремска Митровица, 24 - 26. август 2018. године - Дом омладине
- 19. Врњачка Бања, 13 - 15. септембар 2019. године - Хотел "Даница"
- 20. Копаоник, 27 - 29. август 2021. године, Брзеће - Хотел "Копаоник"
- 21.  Коцељева, 7 - 9. октобар 2022. године, Хотел "Ринглов"
- 22. Каћ, 25 - 27 август 2023 године, Хотел "Оморика"
- 23  Параћин, 25 - 27 октобар 2024 године, Хотел "Престиж"

### Издавачка активност
Један од основних задатака ЕСС је штампање енигматских књига и речника. Од националне ISBN агенције, при Народној библиотеци Србије, ЕСС је као издавач добио Међународни стандардни број књиге, (енгл. International standard of book numbers) те је тако укључен у ISBN систем са матичном ознаком 978-86-912077 и уписан у регистар централне базе у Лондону.

### Гласило Енигматског савеза Србије
Од децембра 1996. године Савез штампа информативно–теоријски лист „Гласник“ и до 1. јануара 2018. године публиковано је 37 бројева овог гласила. У овој публикацији, поред нормативних аката и одлука органа Савеза, објављују се и други прилози везани за активности енигмата и чланица Савеза, као и написи везани за актуелне догађаје, историју и теорију енигматике.